# Eptatretus strahani
Eptatretus strahani – gatunek bezszczękowca z rodziny śluzicowatych (Myxinidae). 

## Zasięg występowania
Wody przybrzeżne Filipin i Australii oraz, prawdopodobnie, okolice wysp na południowo-wschodnim Pacyfiku.

## Cechy morfologiczne
Osiąga 62 cm długości całkowitej (samice 52 cm). 7 par otworów skrzelowych. 76-80 gruczołów śluzowych. Plamek oczu brak.
Ubarwienie ciała brązowe.

## Biologia i ekologia
Występuje na głębokości około 200 m.